# Tagea Brandts Rejselegat
Tagea Brandts Rejselegat er et legat oprettet testamentarisk i 1905 af en af lederne af Brandts Klædefabrik i Odense, Vilhelm Brandt, til minde om hustruen Tagea Brandt (1847-82). Tagea Dorothea Brandt, født Rovsing, var datter af professor Kristen Rovsing, rektor for Borgerdydskolen, og hustru Marie Rovsing, født Schack, som i en periode var forkvinde hos Dansk Kvindesamfund. Tagea Brandt var indtil sit ægteskab bestyrelsesmedlem, inspektør og sekretær for Kvindelig Læseforening. Ægteskabet med Vilhelm Brandt blev indgået i 1881 og varede under et år, idet Tagea Brandt blev ramt af sygdom og døde 1882.
Tagea Brandts Rejselegat uddeles hvert år den 17. marts som hædersgave til kvinder, der har ydet en indsats inden for deres område jf. fundatsen af 1922:
Legatet bør kun gives til kvinder, der på et eller andet område har ydet noget virkelig betydeligt, eller – for videnskabsdyrkere, kunstnerinders og musikeres vedkommende – som dog efter deres videnskabelige og kunstneriske kvalifikationer kan ventes at hæve sig bestemt over det middelmådige. Legatet tildeles kvindelige videnskabsdyrkere med embeds- eller tilsvarende eksamen, kunstnerinder inden for den bildende kunst eller musik, forfatterinder eller kunstnerinder ved Det kgl. Teater.
Legatet skulle tildeles i frisindet, men dog konservativ ånd.
Første uddeling var i 1924 på 10.000 kr., 1958 forhøjet til 15.000 kr, 1967 til 25.000, senere 50.000, nu 75.000 kr.

## Modtagere
Denne liste er ufuldstændig; hjælp gerne med at udfylde den.

(komplet til og med 1988)

### 1920'erne
- 1924: Anna Ancher (1859-1935)
- 1924: Ellen Jørgensen (1877-1948)
- 1925: Betty Hennings (1850-1939)
- 1925: Kirstine Meyer (1861-1941)
- 1926: Elisabeth Dons (1864-1942)
- 1926: Anne Marie Carl Nielsen (1863-1945)
- 1927: Marie Bregendahl (1867-1940)
- 1927: Anna Hude (1858-1934)
- 1927: Gyrithe Lemche (1866-1945)
- 1927: Karin Michaëlis (1872-1950)
- 1928: Agnes Adler (1865-1935)
- 1928: Lis Jacobsen (1882-1962)
- 1928: Oda Nielsen (1851-1936)
- 1928: Agnes Slott-Møller (1862-1937)
- 1929: Ellen Beck (1873-1953)
- 1929: Betty Nansen (1873-1943)
- 1929: Sofie Rostrup (1857-1940)
- 1929: Johanne Stockmarr (1869-1944)

### 1930'erne
- 1930: Anna Bloch (1868-1953)
- 1930: Marie Krogh (1874-1943)
- 1930: Ingeborg Plockross Irminger (1872-1962)
- 1931: Ada Adler (1878-1946)
- 1931: Gunna Breuning-Storm (1891-1966)
- 1931: Astrid Ehrencron-Kidde (1874-1960)
- 1932: Tenna Kraft (1885-1954)
- 1932: Hortense Panum (1856-1933)
- 1932: Emilie Ulrich (1872-1952)
- 1932: Olga Wagner (1873-1963)
- 1932: Elna Ørnberg (1890-1969)
- 1933: Helvig Kinch (1872-1956)
- 1933: Edith Rode (1879-1956)
- 1933: Ingeborg Maria Sick (1858-1951)
- 1933: Birgit Trolle (1873-1934)
- 1934: Karen Bramson (1875-1936)
- 1934: Marie Henriques (1866-1944)
- 1934: Johanne Krarup-Hansen (1870-1958)
- 1934: Eli Møller (1863-1941)
- 1934: Ida Møller (1872-1947)
- 1935: Bodil Ipsen (1889-1964)
- 1935: Thit Jensen (1876-1957)
- 1935: Lilly Lamprecht (1887-1976)
- 1935: Valfrid Palmgren Munch-Petersen (1877-1967)
- 1935: Jonna Neiiendam (1872-1938)
- 1935: Johanne Ostenfeld Christiansen (1882-1962)
- 1936: Elna Borch (1869-1950)
- 1936: Valborg Borchsenius (1872-1949)
- 1936: Karen Callisen (1882-1970)
- 1936: Ebba Carstensen (1885-1967)
- 1936: France Ellegaard (1912-1999)
- 1937: Birgit Engell (1882-1973)
- 1937: Astrid Friis (1893-1966)
- 1937: Nathalie Krebs (1895-1978)
- 1937: Clara Pontoppidan (1883-1975)
- 1937: Anna Schytte (1877-1953)
- 1938: Johanne Brun (1874-1954)
- 1938: Inge Lehmann (1888-1993)
- 1938: Gerda Ploug Sarp (1881-1968)
- 1938: Ulla Poulsen Skou (1905-2001)
- 1938: Christine Swane (1876-1960)
- 1939: Karen Blixen (1885-1962)
- 1939: Elisif Fiedler (1865-1942)
- 1939: Ingeborg Nørregaard Hansen (1874-1941)
- 1939: Ingeborg Steffensen (1888-1964)
- 1939: Hedvig Strömgren (1877-1967)
- 1939: Julie Vinter Hansen (1890-1960)

### 1940'erne
- 1940: Bertha Dorph (1875-1960)
- 1940: Olivia Holm-Møller (1875-1970)
- 1940: Astrid Noack (1888-1954)
- 1940: Else Skouboe (1898-1950)
- 1941: Anna E. Munch (1876-1960)
- 1941: Elisabeth Neckelmann (1884-1956)
- 1941: Sigrid Neiiendam (1868-1955)
- 1941: Sofie Rifbjerg (1886-1981)
- 1941: Liva Weel (1897-1952)
- 1942: Thyra Eibe (1866-1955)
- 1942: Margrethe Gøthgen (1907-1965)
- 1942: Else Højgaard (1906-1979)
- 1942: Karin Nellemose (1905-1993)
- 1942: Elisabeth Svensgaard (1894-1952)
- 1943: Karen Marie Hansen (1881-?)
- 1943: Ellen Hartmann (1895-1982)
- 1943: Elisabeth Schmedes (1870-1966)
- 1943: Dagmar Starcke (1899-1975)
- 1943: Marie Weitze (1904-?)
- 1944: Ellinor Bro Larsen (1906-1983)
- 1944: Margot Lander (1910-1961)
- 1944: Mary Schou (1879-1960)
- 1944: Johanne Skovgaard (1879-1966)
- 1945: Inger Margrethe Boberg (1900-1957)
- 1945: Else Brems (1908-1995)
- 1945: Hulda Lütken (1896-1946)
- 1945: Else Schøtt (1895-1989)
- 1945: Ellen Thomsen (1906-1990)
- 1946: Esther Ammundsen (1906-1992)
- 1946: Fanny Halstrøm (1903-1982)
- 1946: Gerda Henning (1891-1951)
- 1946: Júlíana Sveinsdottir (1889-1966)
- 1947: Erna Christensen (1906-1967)
- 1947: Elisabeth Hude (1894-1976)
- 1947: Ellen Birgitte Nielsen (født 1924)
- 1947: Ebba Wilton (1896-1951)
- 1948: Lis Ahlmann (1894-1979)
- 1948: Anna Borg (1903-1963)
- 1948: Henny Glarbo (1884-1955)
- 1948: Aase Hansen (1893-1981)
- 1949: Dorothy Larsen (1911-1990)
- 1949: Edith Oldrup Pedersen (1912-1999)
- 1949: Agnete Varming (1897-1983)

### 1950'erne
- 1950: Augusta Unmack (1896-1990)
- 1951: Ellen Gottschalch (1894-1981)
- 1951: Margrethe Hald (1897-1982)
- 1952: Ingeborg Brams (1921-1989)
- 1952: Bodil Kjer (1917-2003)
- 1953: Tove Ditlevsen (1917-1976)
- 1954: Else Jena (1904-1993)
- 1954: Inger Møller (1886-1979)
- 1954: Else Kai Sass (1912-1987)
- 1955: Marlie Brande (1911-1979)
- 1955: Marie Gudme Leth (1895-1997)
- 1955: Hilde Levi (1909-2003)
- 1956: Marie Hammer (1907-2002)
- 1956: Elise Heide-Jørgensen (født 1924)
- 1956: Elsa Sigfuss (1908-1979)
- 1956: Gertrud Vasegaard (1913-2007)
- 1957: Else Marie Bruun (1911-2007)
- 1957: Sophie Petersen (1885-1965)
- 1957: Anne Marie Telmányi (1893-1983)
- 1958: Helga Ancher (1883-1964)
- 1958: Sigrid Flamand Christensen (gift Müller) (1904-1994)
- 1958: Ellen Gilberg (1914-2007)
- 1958: Ruth Guldbæk (1919-2006)
- 1958: Herdis von Magnus (1912-1992)
- 1959: Eli Fischer-Jørgensen (1911-2010)
- 1959: Jolanda Rodio (1914-2000)
- 1959: Lilian Weber Hansen (1911-1987)

### 1960'erne
- 1960: Lise Engbæk (1914-1980)
- 1960: Tove Ólafsson (1909-1992)
- 1960: Ragna Rask-Nielsen (1900-1998)
- 1960: Marie Wandel (1899-1963)
- 1961: Else Alfelt (1910-1974)
- 1961: Henny Harald Hansen (1900-1993)
- 1961: Elise Wesenberg Lund (1896-1969)
- 1962: Gudrun Brun (1906-1993)
- 1962: Lisa Engqvist (1914-1989)
- 1962: Tutter Givskov (født 1930)
- 1962: Margrethe Schanne (1921-2014)
- 1963: Erna Bach (1902-?)
- 1963: Maria Garland (1889-1967)
- 1963: Anna Klindt Sørensen (1899-1985)
- 1963: Toni Lander (1931-1985)
- 1964: Lisbeth Munch-Petersen (1909-1997)
- 1964: Sole Munck (1908-1985)
- 1964: Jane Muus (1919-2007)
- 1964: Liselotte Selbiger (1906-2008)
- 1965: Grethe Hjort (1903-1967)
- 1965: Inge Hvid-Møller (1912-1970)
- 1965: Berthe Qvistgaard (1910-1999)
- 1965: Eva Stæhr-Nielsen (1911-1976)
- 1966: Franciska Clausen (1899-1986)
- 1966: Alette Garde (1889-1972)
- 1966: Elsa Gress (1919-1988)
- 1966: Bodil Jerslev Lund (1919-2005)
- 1966: Dora Sigurdsson (1893-1985)
- 1966: Agnete Zacharias (1889-1975)
- 1967: Kirsten Hermansen (født 1930-2015)
- 1967: Inge Lehmann (1888-1993)
- 1967: Lise Ringheim (1926-1994)
- 1967: Sally Salminen (1906-1976)
- 1968: Else Margrete Gardelli (1922-1971)
- 1968: Anna Lærkesen (1942-2016)
- 1968: Agnete Munch-Petersen (1917-2004)
- 1969: Tove Birkelund (1928-1986)
- 1969: Gutte Eriksen (1918-2008)
- 1969: Bonna Søndberg (født 1933)
- 1969: Susse Wold (født 1938)

### 1970'erne
- 1970: Margrete Lomholt (1903-1990)
- 1970: Kirsten Simone (født 1934)
- 1970: Esther Vagning (1905-1986)
- 1970: Lily Weiding (1924-2021)
- 1971: Lone Koppel (født 1938)
- 1971: Sonja Ferlov Mancoba (1911-1984)
- 1971: Grete Olsen (1912-2010)
- 1971: Elsa-Marianne von Rosen (1924-2014)
- 1972: Grethe Krogh (1928-2018)
- 1972: Birgitte Price (1934-1997)
- 1972: Kirsten Rosendal (1914-2006)
- 1973: Grethe Heltberg (1911-1996)
- 1973: Bodil Udsen (1925-2008)
- 1973: Lise Østergaard (1924-1996)
- 1974: Tove Clemmensen (1915-2005)
- 1974: Vivi Flindt (født 1943)
- 1974: Vibeke Klint (født 1927)
- 1974: Ebba Lund (1923-1999)
- 1974: Ghita Nørby (født 1935)
- 1974: Gurli Plesner (1934-1993)
- 1975: Cecil Bødker (født 1927)
- 1975: Anna Ladegaard (1913-2000)
- 1975: Anne Riising (1926-2017)
- 1975: Astrid Villaume (1923-1995)
- 1976: Mette Hønningen (født 1944)
- 1976: Edith Reske Nielsen (1918-2019)
- 1976: Lise Warburg (født 1932)
- 1976: Merete Westergaard (født 1938)
- 1977: Marie Bjerrum (1920-2001)
- 1977: Edith Brodersen (1934-1979)
- 1977: Edith Guillaume (1943-2013)
- 1977: Agnete Madsen (1923-1997)
- 1978: Elsa Grave (1918-2003)
- 1978: Ester Boserup (1910-1999)
- 1978: Inger Christensen (1935-2009)
- 1978: Sorella Englund (født 1945)
- 1978: Amalie Malling (født 1948)
- 1978: Ida Ørskov (1922-2007)
- 1979: Inger Ejskjær (1926-2015)
- 1979: Else Paaske (født 1941)
- 1979: Eva Sørensen (født 1940)

### 1980'erne
- 1980: Agnete Weis Bentzon (1918-2013)
- 1980: Bodil Gümoes (født 1935)
- 1980: Berit Hjelholt (1920-2016)
- 1980: Dorrit Willumsen (født 1940)
- 1981: Michala Petri (født 1958)
- 1981: Elin Reimer (født 1928)
- 1981: Ulla Ryum (født 1937)
- 1981: Helle Thorborg (født 1927)
- 1981: Mette Warburg (1926-2015)
- 1982: Marie-Louise Buhl (1918-2006)
- 1982: Linda Hindberg (født 1955)
- 1982: Lis Jeppesen (født 1956)
- 1982: Alev Siesbye (født 1938)
- 1982: Elisabeth Westenholz (født 1942)
- 1983: Ellen Andersen (økonom) (1937-2018)
- 1983: Bodil Gøbel (født 1934)
- 1983: Ann-Mari Max Hansen (født 1949)
- 1983: Vera Myhre (1920-2000)
- 1984: Lily Broberg (1923-1989)
- 1984: Margareta Mikkelsen (1923-2004)
- 1984: Inga Nielsen (1946-2008)
- 1984: Karin Nathorst Westfelt (1921-2013)
- 1985: Suzanne Brøgger (født 1944)
- 1985: Anne E. Jensen (1922-1999)
- 1985: Inger Lous (?-2004)
- 1985: Kirsten Olesen (født 1949)
- 1985: Hanne Varming (født 1939)
- 1986: Else Marie Bukdahl (født 1937)
- 1986: Annemarie Dybdal (født 1951)
- 1986: Anne Øland (født 1949)
- 1987: Rosalind Bevan (født 1947)
- 1987: Sys Hindsbo (født 1944)
- 1987: Kirsten Lehfeldt (født 1952)
- 1987: Dorte Olesen (født 1948)
- 1987: Hanne Marie Svendsen (født 1933)
- 1988: Inge Bjørn (født 1925)
- 1988: Inge Bønnerup (født 1940)
- 1988: Inger Dübeck (født 1933)
- 1988: Dea Trier Mørch (1941-2001)
- 1989: Lisbeth Balslev (født 1945)
- 1989: Karen-Lise Mynster (født 1952)
- 1989: Pia Tafdrup (født 1952)

### 1990'erne
- 1990: Martha Christensen (1926-1995)
- 1990: Karin Hammer (født 1943)
- 1990: Heidi Ryom (1955-2013)
- 1990: Margrete Sørensen (født 1949)
- 1991: Dyveke Helsted (1919-2005)
- 1991: Ulla Henningsen (født 1951)
- 1991: Nanna Hertoft (født 1936)
- 1991: Anita Jørgensen (født 1942)
- 1991: Bodil Wamberg (født 1929)
- 1992: Merete Barker (født 1944)
- 1992: Kirsten Hastrup (født 1948)
- 1992: Bohumila Jedlicková (født 1945)
- 1993: Vita Andersen (1944-2021)
- 1993: Tina Kiberg (født 1958)
- 1993: Brigitte Kolerus (1941-2001)
- 1994: Gudrun Boysen (født 1939)
- 1994: Ditte Gråbøl (født 1959)
- 1994: Kirsten Lee (født 1941)
- 1994: Kirsten Ortwed (født 1948)
- 1995: Kirsten Dehlholm (født 1945)
- 1995: Elisabeth Meyer-Topsøe (født 1953)
- 1996: Minna Skafte Jensen (født 1937)
- 1996: Kirsten Thorup (født 1942)
- 1997: Inger Dam-Jensen (født 1964)
- 1997: Kirsten Lockenwitz (født 1932)
- 1998: Maja Lisa Engelhardt (født 1956)
- 1998: Dorte Juul Jensen (født 1957)
- 1998: Silja Schandorff (født 1969)
- 1999: Vibeke Grønfeldt (født 1947)
- 1999: Kirsten Nielsen (født 1943)

### 2000'erne
- 2000: Kirsten Christensen (født 1943)[3]
- 2000: Christina Åstrand (født 1969)
- 2001: Anne Marie Løn (født 1947)
- 2001: Linda Nielsen (født 1952)
- 2002: Bine Bryndorf (født 1969)
- 2002: Dorte Dahlin (født 1955)
- 2003: May Schack (født 1953)
- 2003: Paprika Steen (født 1964)
- 2004: Elisabeth Møller Jensen (født 1946)
- 2005: Vibeke Hjortdal (født 1961)
- 2005: Bente Klarlund Pedersen (født 1956)
- 2006: Helene Gjerris (født 1968)
- 2007: Nikoline Werdelin (født 1960)
- 2008: Lone Gram (født 1960)
- 2009: Ida Jessen (født 1964)

### 2010'erne
- 2010: Ulla Margrethe Wewer (født 1953)
- 2011: Lene Burkard (født 1948)[4]
- 2012: Cecilie Stenspil (født 1979)
- 2013: Annmarie Lassen[5][6]
- 2014: Helle Fagralid (født 1976)
- 2015: Bente Lange (født 1955), Rubina Raja (født 1975)
- 2016: Eva Koch, Maiken Nedergaard
- 2017: Lykke Friis (født 1969), Bente Scavenius (født 1944)
- 2018: Mette Birkedal Bruun, Naja Marie Aidt (født 1963)
- 2019: Kirsten Klein (født 1945), Jane Balsgaard

### 2020'erne
- 2020: Karen Grøn, Marie-Louise Bech Nosch
- 2021: Kirstine Roepstorff, Jeanette Varberg
- 2022: Anne Lise Marstrand-Jørgensen, Katrine Gislinge